# Chignolo d'Isola
Chignolo d'Isola là một đô thị ở tỉnh Bergamo trong vùng Lombardia của nước Ý, có vị trí cách khoảng 35 km về phía đông bắc của Milano và khoảng 11 km về phía tây nam của Bergamo. Tại thời điểm ngày 31 tháng 12 năm 2004, đô thị này có dân số 2.849 người và diện tích là 5,3 km².
Chignolo d'Isola giáp các đô thị: Bonate Sopra, Bonate Sotto, Bottanuco, Madone, Medolago, Suisio, Terno d'Isola.